# Wassa West District
Der Wassa West District war einer von 13 Distrikten der Western Region im Südwesten von Ghana. Durch die Umgestaltung der Distrikte und Regionen im Jahr 2019 wurde der Distrikt in die zwei Distrikte 
Prestea-Huni Valley Municipal und Tarkwa Nsuaem Municipal aufgeteilt.

## Bevölkerung
Die größte ethnische Gruppe unter den 230.000 Bewohnern des Distrikts stellt mit 43 % das Akanvolk der Wassa. Auch die übrigen Ethnien gehören überwiegend zur Akangruppe, so die Ahanta, Fanti und  Brong. Daneben gibt es  Ewe, Ga und Kokomba.
Mehr als 90 % sind nach offiziellen Abgaben Christen, etwa 6,6 % Moslems und 1,4 % Anhänger traditioneller Religionen. Dabei ist zu berücksichtigen, dass auch die Christen und Moslems gleichzeitig traditionellen Glaubensvorstellungen anhängen können.

## Klima
Wassa West ist mit 187,83 cm pro Jahr der niederschlagreichste Distrikt Ghanas. In der Regenzeit von März bis September fällt doppelt so viel Regen wie im Jahresdurchschnitt, von Oktober bis Februar erstreckt sich die Trockenzeit. Der ursprüngliche tropische Regenwald des Distrikts ist nur noch in Teilen vorhanden.

## Wirtschaft
Der Distrikt verfügt über Vorkommen an Gold und Mangan. Gold ist hier bereits vor Ankunft der ersten Europäer um 1500 abgebaut worden. Das dürftige Straßennetz ist ein Hindernis für die weitere wirtschaftliche Entwicklung.

## Geschichte
Auf dem Gebiet des Distrikts fand 1821 die historische Schlacht von Nsamankow zwischen den Aschanti und den Briten statt, die mit der vernichtenden Niederlage der Briten und dem Tod ihres Anführers, des Gouverneurs Charles McCarthy endete.

## Traditionelle Struktur
Parallel zur formalen Verwaltungsstruktur des Staates Ghana erstreckt sich das traditionelle Herrschaftsgebiet des Omanhene der Wassa, das Wassa Traditional Fiase Land über Wassa West und den benachbarten Distrikt Mpohor Wassa East. Der „stool“ und damit der Regierungssitz des Omanhene befindet sich traditionell in Benso. Dem Omanhene untersteht eine ausgefeilte Hierarchie von z. B. 39 „Divisionschefs“ und anderen Offiziellen.

## Orte im Distrikt
| - Prestea - Abosso - Bogoso - Nsuaem - Huni Valley Hemang (Himan) - Simpa-Pepesa | - Nsuta - Dompim-Pepesa - Tarkwa Atoabo - Abontiakoon - Tamso - Bondai | - Damang - Kookoase - Benso - Odumasi - Abosso-Bompieso - Kwabedu |